# Bắc Aegea
Bắc Aegean (tiếng Hy Lạp: Περιφέρεια Βορείου Αιγαίου) là một trong 13 vùng của Hy Lạp. Vùng bao gồm các quần đảo tại đông bắc biển Aegea, ngoại trừ Samothrace, là đảo thuộc vùng Đông Macedonia và Thrace, và Imbros cùng Tenedos thuộc Thổ Nhĩ Kỳ.

## Hành chính
Vùng Bắc Aegea được thành lập trong đợt cải cách đơn vị hành chính vào năm 1987. Với kế hoạch Kallikratis vào năm, quyền lực và thẩm quyền của vùng được tổ chức lại và mở rộng. Cùng với Nam Aegea, nó được quản lý bởi Chính quyền Phân quyền Aegea đặt tại Piraeus. Thủ phủ của vùng nằm tại Mytilene trên đảo Lesbos.
Cho đến cải cách Kallikratis, vùng bao gồm ba quận Samos, Chios và Lesbos. Từ ngày 1 tháng 1 năm 2011 vùng được chia thành 5 đơn vị thuộc vùng, trung tâm là các đảo chính: Chios, Ikaria, Lemnos, Lesbos và Samos.

## Các cộng đồng chính
- Chíos (Χίος)
- Kalloní (Καλλονή)
- Karlóvasi (Καρλόβασι)
- Mýrina (Μύρινα)
- Mytilíni (Μυτιλήνη)
- Omiroúpoli (Ομηρούπολη)
- Pythagóreio (Πυθαγόρειο)
- Vathý (Βαθύ)